# Bäckaskog (Sollefteå)
Bäckaskog is een plaats in de gemeente Sollefteå in het landschap Ångermanland en de provincie Västernorrlands län in Zweden. De plaats heeft 65 inwoners (2005) en een oppervlakte van 27 hectare.

## Verkeer en vervoer
Bij de plaats loopt de Riksväg 87.